# Кеши, Стивен
Сти́вен Окечу́кву Ке́ши (англ. Stephen Okechukwu Keshi; 23 января 1962, Лагос, Нигерия — 8 июня 2016) — нигерийский футболист и тренер, представитель народа игбо.
Стивен Кеши — один из двух людей, наряду с египтянином Махмудом Эль-Гохари, которые выигрывали Кубок Африки в качестве как игрока, так и тренера.

## Карьера футболиста

### Клубная
Футбольную карьеру начал на родине в Нигерии, играл в чемпионате Нигерии в клубах «Эй-Си-Би Лагос» (англ. ACB Lagos) и «Нью Нигерия Бэнк» (англ. New Nigeria Bank). Затем он отправился в Кот-д’Ивуар, где в играл за клубы «Стад Абиджан» и «Африка Спорт» со вторым клубом выиграл чемпионат страны и кубок страны, после чего переехал в Европу. Первым европейским клубом Стивена Кеши был «Локерен», выступавший во втором по силе дивизионе Бельгии. В следующем сезоне он перешёл в «Андерлехт» из высшего дивизиона, за который отыграл четыре сезона. В составе «Андерлехта» стал чемпионом Бельгии в сезоне 1990/91, дважды серебряным призёром (1988/89, 1989/90) и дважды обладателем кубка Бельгии в 1988 и 1989 годах. Участвовал в матчах «Андерлехта» в Лиге чемпионов УЕФА. В 1991—1993 годах отыграл два сезона за французский «Страсбур». Первый сезон во втором по силе дивизионе, где «Страсбур» стал победителем, а второй сезон в высшем дивизионе. Затем Кеши вернулся в Бельгию, где отыграл один сезон за «Моленбек» в высшем дивизионе. В 1995—1996 годах выступал в США за полупрофессиональные клубы из Калифорнии «Си-Си-Ви Хайдра» (англ. CCV Hydra) и «Сакраменто Скорпионс» (англ. Sacramento Scorpions). Завершил карьеру игрока в Малайзии в клубе «Перлис» (англ. Perlis FA).

### Международная
С 1981 по 1995 год был игроком сборной Нигерии, одно время был капитаном команды. В составе сборной был пятикратным участником Кубка Африки (1982, 1984, 1988, 1992, 1994). На Кубке Африки 1994 был капитаном сборной, которая стала победителем турнира. Участник Чемпионата мира 1994 в США, первого чемпионата мира на который пробилась сборная Нигерии. Сыграл за сборную более 60 официальных матчей, и входит по этому показателю в десятку лучших игроков национальной сборной.

## Карьера тренера
Карьеру тренера начал в Футбольной федерации Нигерии, был главным тренером молодёжной сборной Нигерии на Молодёжном чемпионате Африки 2001 года, проходившего в Эфиопии. До 2004 года работал в тренерском штабе сборной Нигерии.
В апреле 2004 возглавил сборную Того. Под руководством Кеши сборная, где блистал Эммануэль Адебайор, прошла квалификацию к Кубку Африки 2006, эта квалификация также дала путёвку сборной на ЧМ 2006. На Кубке Африки сборная выступила неудачно, и перед Чемпионатом мира в Германии, Кеши сменил Отто Пфистер. Однако эта рокировка не принесла желаемых результатов, и в феврале 2007 Стивен Кеши вернулся на пост главного тренера. На следующий Кубок Африки сборная не пробилась, и Кеши покинул пост в марте 2008.
В апреле 2008 подписал двухлетний контракт со сборной Мали. Команда пробилась на Кубок Африки 2010, но из группы не вышла, после чего Кеши покинул команду.
В марте 2011 года на непродолжительный срок вернулся в сборную Того.
В конце 2011 возглавил сборную Нигерии. Под его руководством Нигерия вышла в финальный турнир Кубка Африки 2013, на котором стала победителем турнира, обыграв в плей-офф Кот-д’Ивуар и Мали, а в финале Буркина-Фасо. Эта победа стала третьей по счёту для Нигерии в финалах Кубка Африки, и второй лично для Стивена Кеши, ранее выигрывавшего турнир в 1994 году как футболист. Он также стал первым нигерийским тренером которому удалось выиграть Кубок Африки.

## Достижения
| | |
| Клубные достижения (футболист) Нью Нигерия Бэнк - Клубный турнир Западной Африки (2): 1983, 1984 Африка Спорт - Чемпионат Кот-д’Ивуара: 1986 - Кубок Кот-д’Ивуара: 1986 Андерлехт - Чемпионат Бельгии: 1991 - 2-е место Чемпионат Бельгии (2): 1989, 1990 - Кубок Бельгии (2): 1988, 1989 Страсбур - Дивизион 2: 1991/92 | Сборная Нигерии Как футболист - Кубок Африки: 1994 - 2-е место Кубок Африки (2): 1984, 1988 - 3-е место Кубок Африки: 1992 Как тренер - Кубок Африки: 2013 |